# Krügers Mühle
Krügers Mühle ist ein Flurstück und Siedlungsplatz östlich von Schipkau, namensgebend ist die Wassermühle in der Flur.

## Geographie
Krügers Mühle gehört zur Gemeinde Schipkau und liegt zwei Kilometer vom Ort Schipkau entfernt. Sie liegt östlich der A13 und westlich der Ortsumgehungsstraße. Durch Krügers Mühle fließen die Pößnitz und Krügers Mühlgraben. Das Flurstück umfasst einige Aufforstungen und sumpfartige Feuchtwiesen. Im Osten grenzt es an den EuroSpeedway Lausitz.

## Geschichte

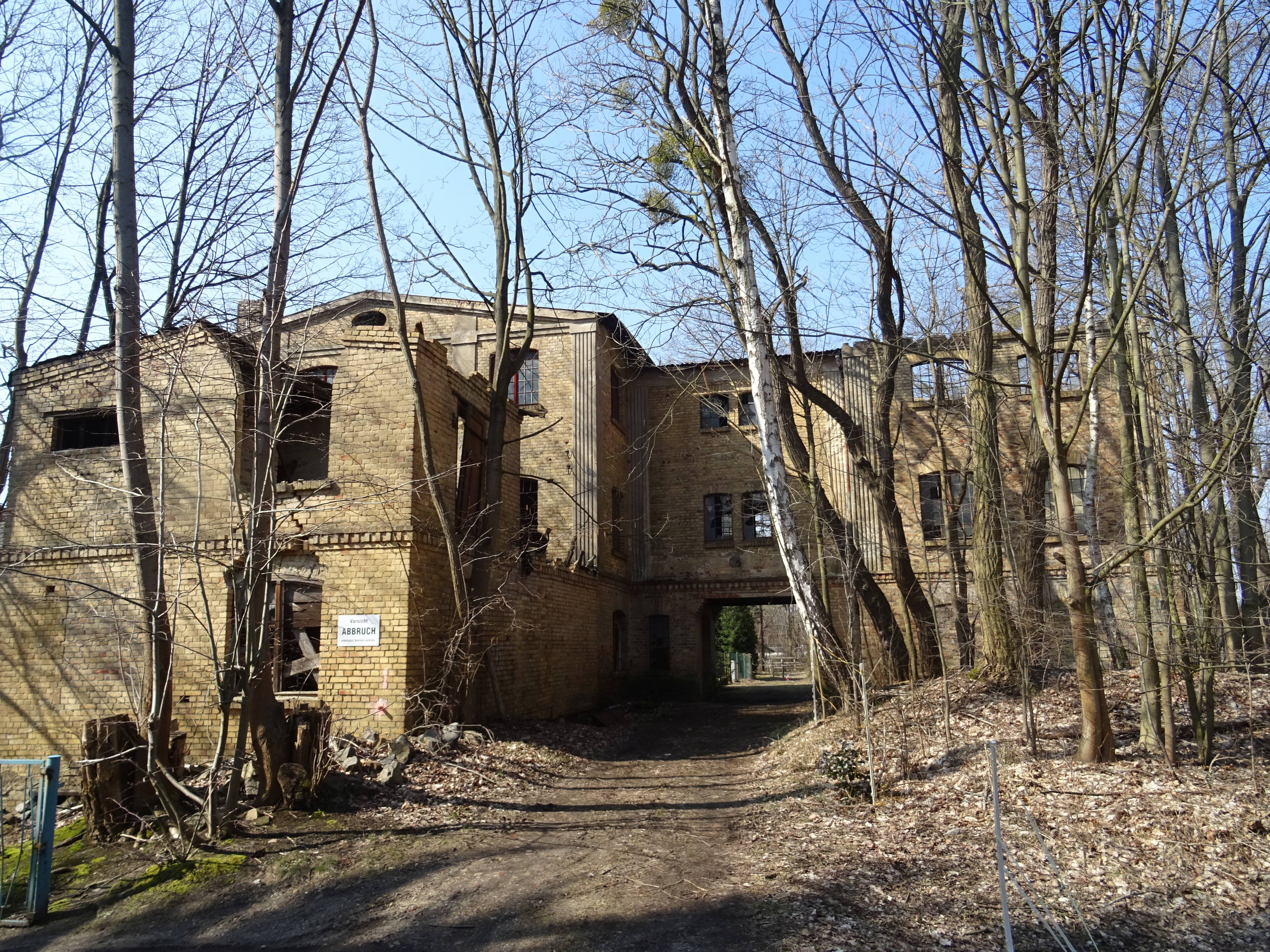
Ruine der Krügers Mühle (2018)

Die Mühle entstand 1780 als Wassermühle an der Pößnitz. Der Name Krügers Mühle leitet sich vom Schankrecht ab, dass ein Grundstücksbesitzer, ein Krüger, innehatte. Ab 1827 befand sich die Mühle im Familienbesitz. Friedrich Bäumler erwarb die Mühle. Traugott Noack übernahm die Mühle 1927.
Die Siedlung um die Krügers Mühle entstand als Mühlenbesitzer Noack Teile seines Waldbesitzes an die Schipkauer Einwohner verkaufte, die im Bergbau arbeiteten.
In der Krügersmühle wurde eine Turbine betrieben, um Strom für die spätere Siedlung zum Galgenberg zu erzeugen. Zur Mühle gehörten ein Sägewerk und eine Bäckerei. Die Bäckerei belieferte Geschäfte der BUBIAG (Braunkohle- und Brikett-Industrie-Aktiengesellschaft) bis 40 Kilometer im Umkreis, darunter auch das Werkskaufhaus in Schipkau, welches sich in der Kolonie Vogelberg befand. Der Bäckereibetrieb wurde 1946 eingestellt. Das Sägewerk wurde als Kriegesreparation abgebaut. Der Mühlbetrieb endete am 30. Juni 1959, die Konsummühlen in Senftenberg übernahmen die Produktion.

## Sehenswürdigkeiten

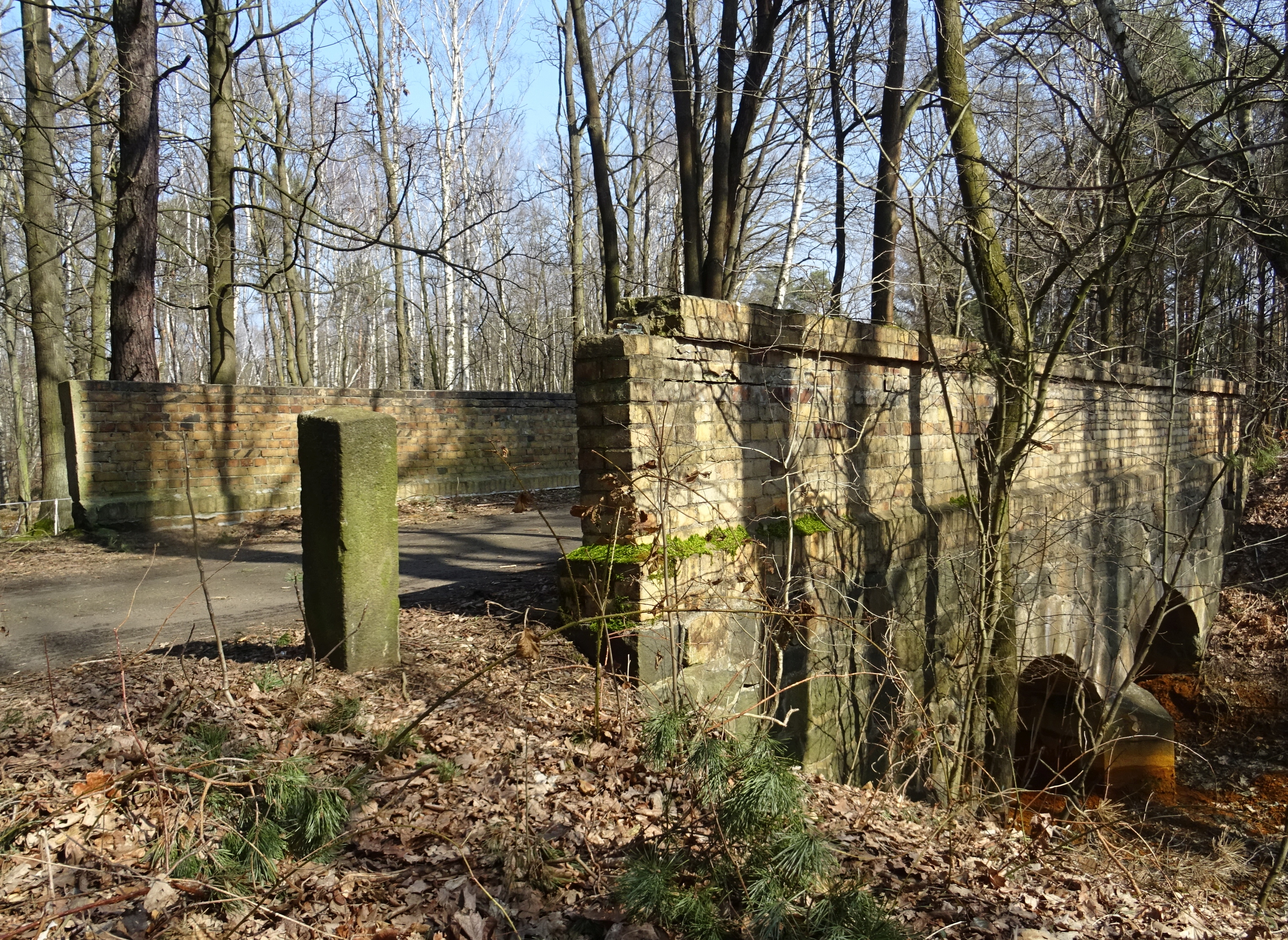
Denkmalgeschützte Postbrücke

- Postbrücke, ca. 120 Jahre alt[1]